# Lillyanella
Lillyanella is een geslacht van kreeftachtigen uit de klasse van de Malacostraca (hogere kreeftachtigen).

## Soort
- Lillyanella plumipes Manning & Holthuis, 1981